# Kreuzeckgruppe
Die Kreuzeckgruppe ist eine Gebirgsgruppe der zentralen Ostalpen.

## Lage
Die Kreuzeckgruppe ist Teil der Großgruppe der Hohen Tauern. Die Kreuzeckgruppe befindet sich in Österreich in den Bundesländern Tirol und Kärnten. Der Anteil Tirols beschränkt sich auf einen kleinen Zipfel im Westen der Gruppe. Sie ist hauptsächlich von Gneisen und Glimmerschiefern aufgebaut, geographisch wird sie im Norden vom Mölltal, im Süden vom Oberdrautal begrenzt. Nach Westen begrenzt sie der Iselsberg zur Schobergruppe. Das Drautal bildet im westlichen Abschnitt eine klare geologische Grenze zu den kalkalpinen Gailtaler Alpen, während östlich die Abgrenzung zur Latschurgruppe wie nach Norden und Westen eher orographisch markant ist denn geologisch.
Die Kreuzeckgruppe umfasst eine Fläche von 605,4 km², die kaum besiedelt ist und zur Alm- und Forstwirtschaft genutzt wird.

## Gipfel
Die höchsten Gipfel sind Polinik (2784 m ü. A.), Striedenkopf (2749 m ü. A.), Hochkreuz (2709 m ü. A.), Kreuzeck (2701 m ü. A.), Schneestellkopf (2688 m ü. A.), Großer Griedelkopf (2659 m ü. A.), Scharnik (2657 m ü. A.) und Rothorn (2621 m ü. A.). 

## Erschließung
Im Mölltal und bei Kolbnitz befinden sich Speicherseen der Kraftwerke Fragant und Reißeck-Kreuzeck. Sehenswert ist die Raggaschlucht. Zum Drautal hin gibt es das kleine Skigebiet Emberger Alm. Der Kreuzeck-Höhenweg ist ein Weitwanderweg, der die Gruppe längs über ca. 50 km und 3800 Höhenmeter in fünf Etappen durchzieht.
Schutzhütten
In der Kreuzeckgruppe befinden sich die folgenden Schutzhütten:
- Salzkofelhütte
- Feldnerhütte
- Polinikhütte
- Hugo-Gerbers-Hütte
- Anna-Schutzhaus

## Galerie

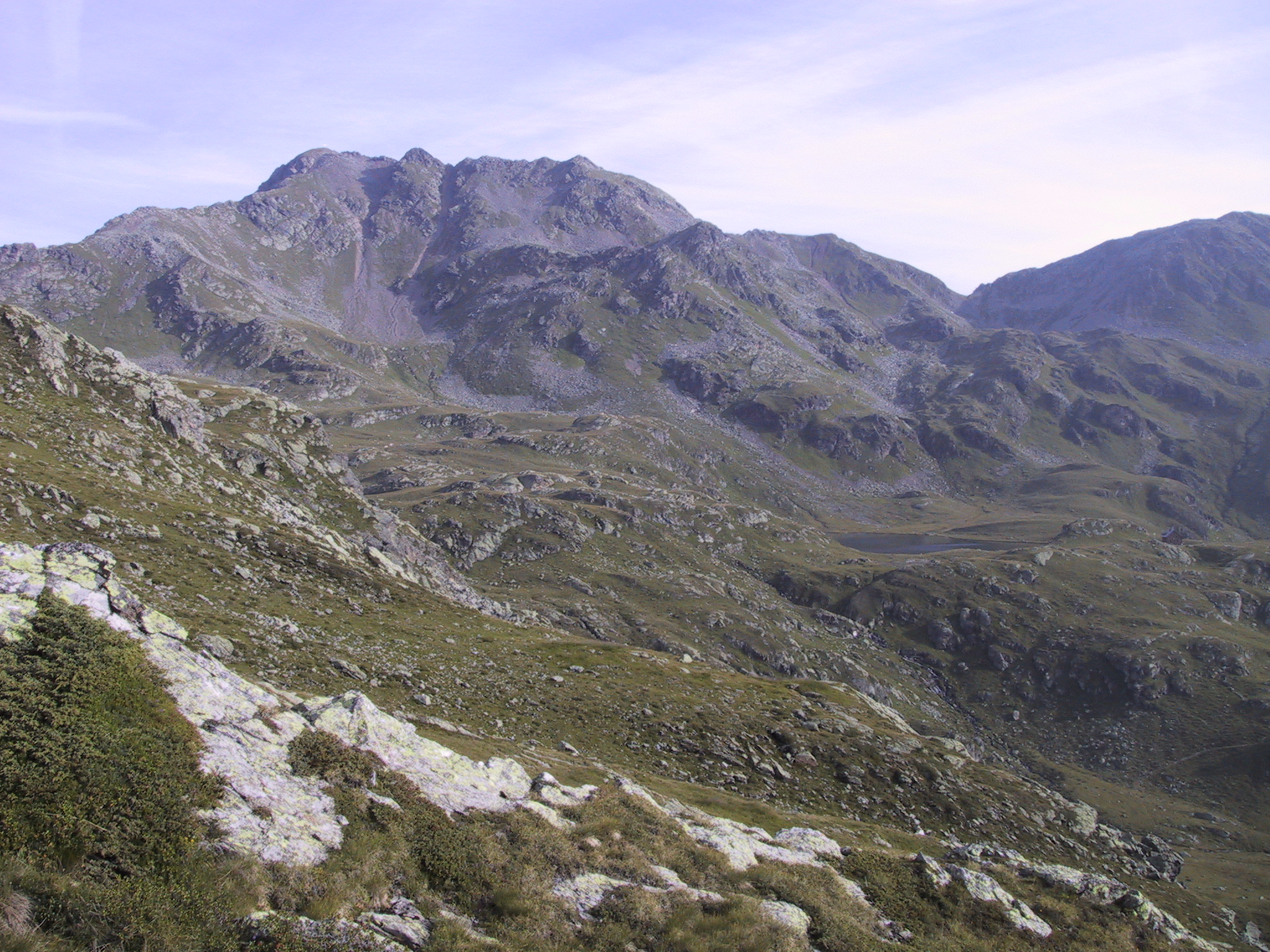
Kreuzeck mit Glanzsee und Feldnerhütte
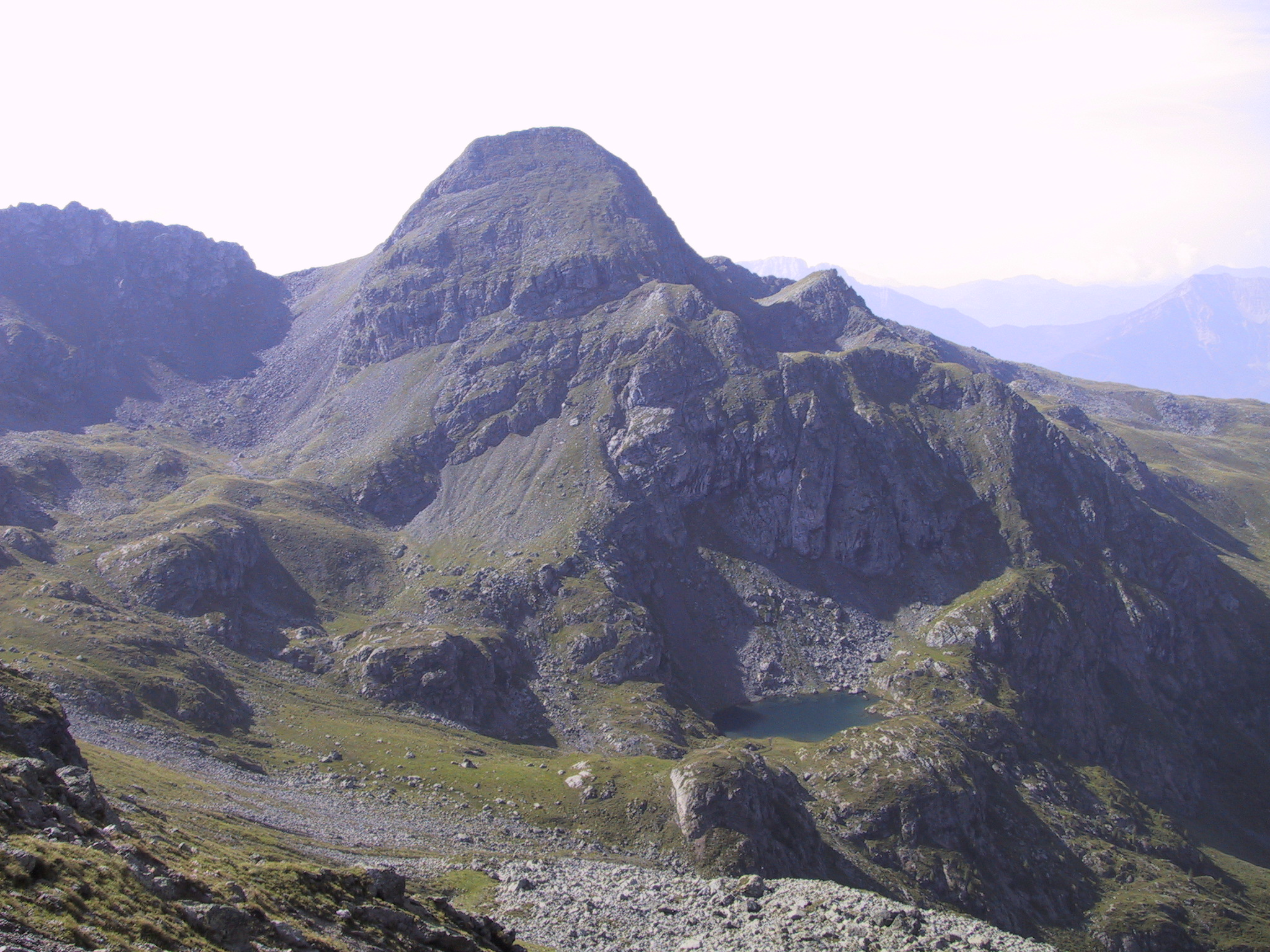
Hochtristen mit Einsee
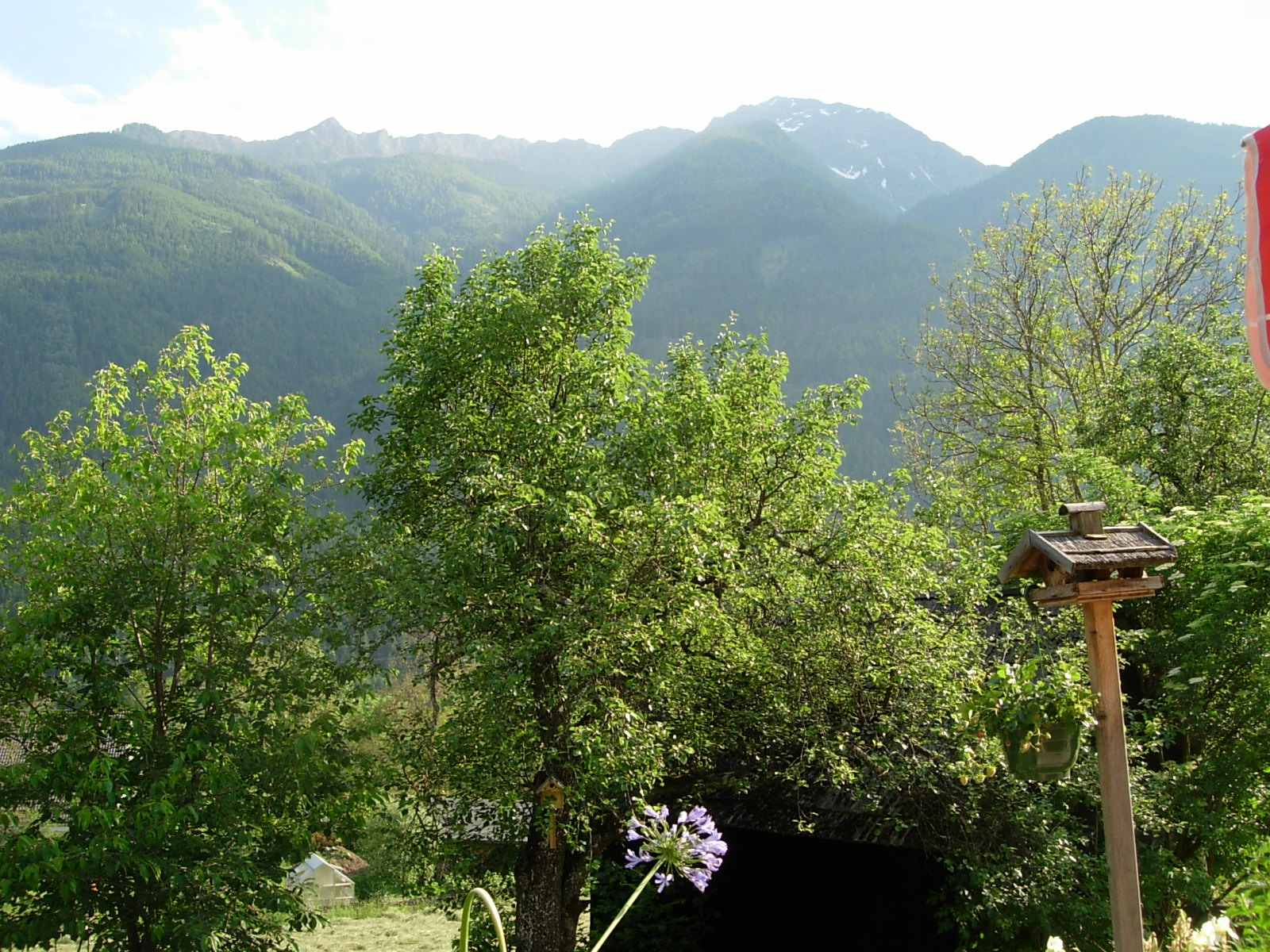
Blick von Kolbnitz Richtung Kreuzeckgruppe
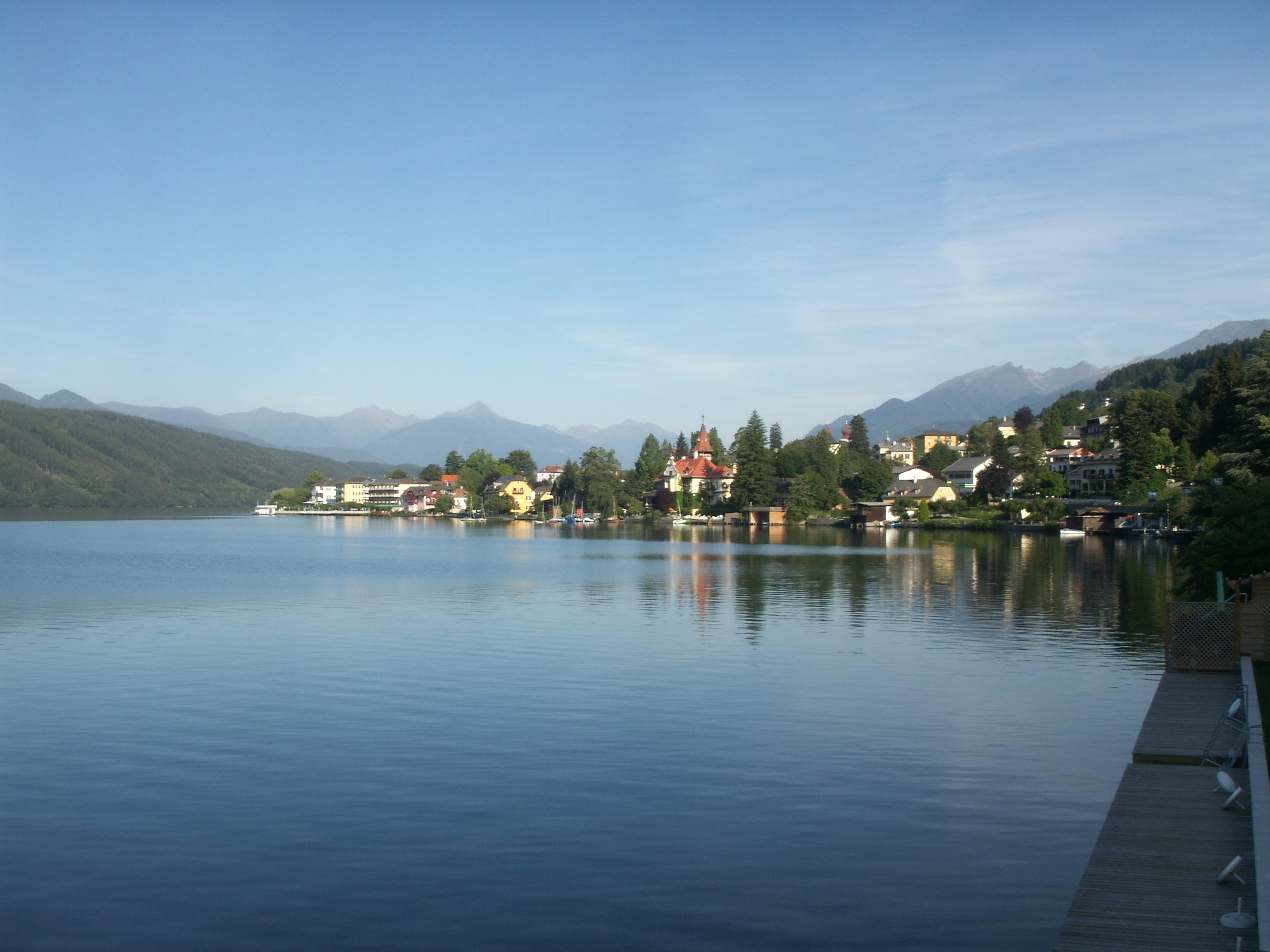
Blick von Millstatt Richtung Kreuzeckgruppe
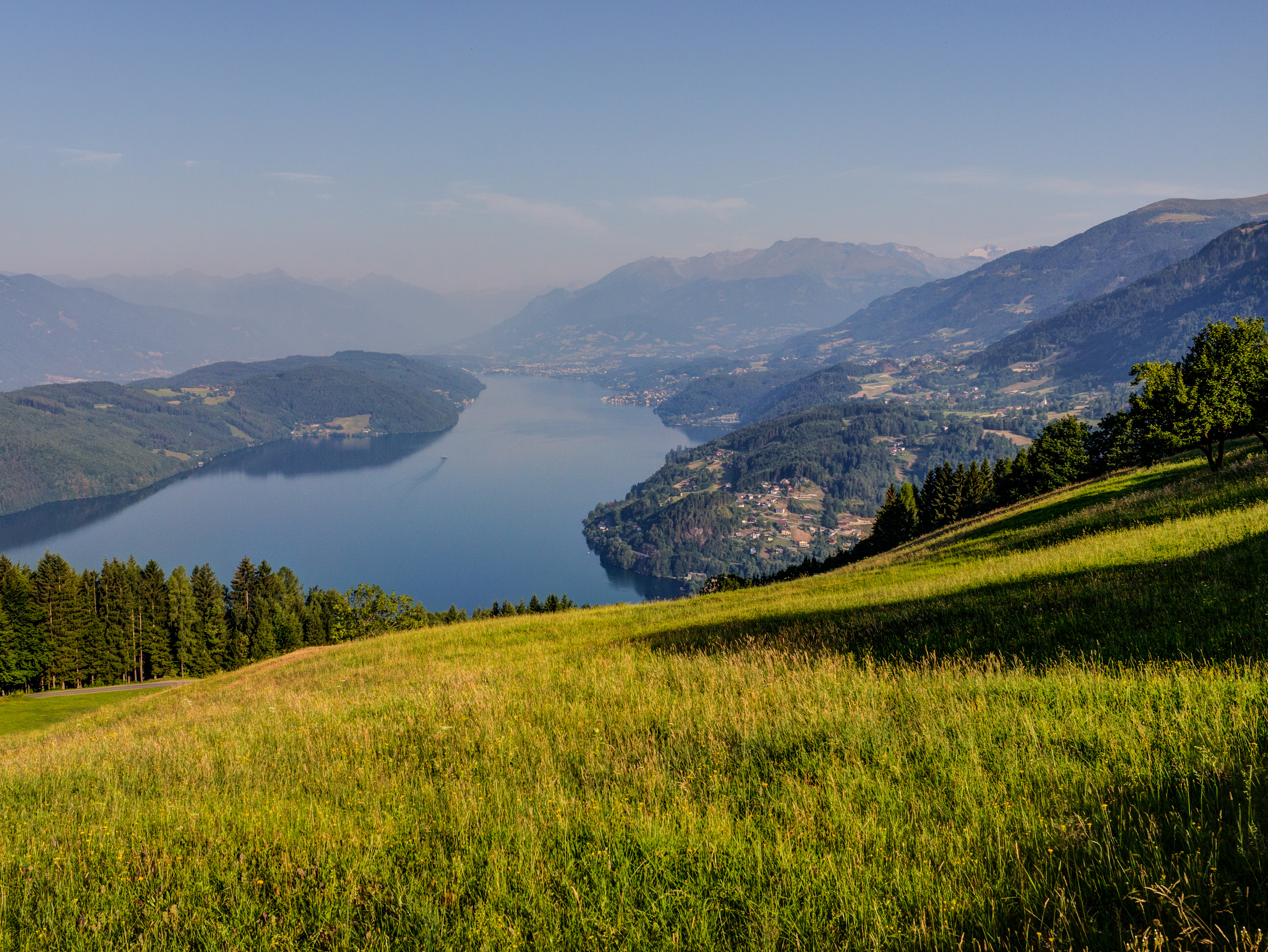
Blick vom Mirnock Richtung Kreuzeckgruppe

## Benachbarte Gebirgsgruppen
Die Kreuzeckgruppe grenzt an die folgenden anderen Gebirgsgruppen der Alpen:
- Goldberggruppe (im Norden)
- Ankogelgruppe (Reißeckgruppe) (im Nordosten)
- Gailtaler Alpen (im Süden)
- Schobergruppe (im Nordwesten)